# Тамандуатеї
Тамандуатеї (порт. Rio Tamanduateí) — річка в бразильському штаті Сан-Паулу, цілком в межах агломерації Великий Сан-Паулу. Незва річки походить з мови тупі та означає «річка численних поворотів».
| Бразилія | Це незавершена стаття з географії Бразилії. Ви можете допомогти проєкту, виправивши або дописавши її. |